# Kepaløg
Kepaløg (Allium cepa) er en flerårig, urteagtig plante, som er tilpasset steppeforhold: både sommertørke og vinterkulde overlever den ved hjælp af sit løg. Arten kendes kun som en dyrket plante og omfatter mange varianter, der er vidt anvendte i madlavning, herunder det almindelige zittauerløg, rødløg og forårsløg.

## Beskrivelse
Bladene er tyndvæggede rør, som er blågrønne med parallelle bladribber. I det andet vokseår dannes en bladløs, rørformet stængel, som skyder op fra midten af det underjordiske løg. 
Blomstringen sker i juni-juli, hvor blomsterne findes i en endestillet, kugleformet skærm. De enkelte blomster er regelmæssige og 3-tallige med to rækker grønligthvide blosterblade. Denne art danner ikke yngleknopper i blomsterstanden. Frugterne er kapsler med sorte frø.
Rodnettet består af en skiveagtig stængel og et tæt bundt af grove trævlerødder. 

Højde x bredde og årlig tilvækst: 0,50 x 0,15 m (50 x 15 cm/år), heri ikke medregnet den blomstrende stængel.

## Voksested
Artens udbredelsesområde er ukendt, da den har været dyrket i Mellemøsten siden oldtiden. Den findes kun sjældent naturaliseret noget steds, men den trives bedst på tør, porøs og kalkholdig jord i fuld sol.

## Varianter og hybrider
- Etageløg (Allium x proliferum) danner yngleknopper i stedet for blomster. Yngleknopperne kan danne stængler, som så igen bærer yngleknopper af 2. orden.
- Forårsløg (Allium cepa) – nyspirede planter uden løg.
- Skalotteløg (Allium cepa var. aggregatum).

## Anvendelse
Kepaløg bruges i madlavningen overalt i verden. Se nærmere under løg.

## Lugt
Alle dele af planten lugter af den svovlholdige aminosyre isoalliin, der især frigøres, når planten skæres igennem. Samtidig frigøres enzymet alliinase, der spalter aminosyren til bl.a. det slimhindeirriterende stof propanthial-s-oxid. Deraf tårerne, når man piller løg.